# RACING CARS - The Art Dimension
”RACING CARS – The Art Dimension” er racerbiler som kunst – hvilket programmet også hedder. Det var en udstilling på ARoS. Kunst eller ikke kunst – netop det var hvad museets direktør, Jens Erik Sørensen, håbede folk vil diskutere, idet han havde som succeskriterium at skabe en debat om udstillingen. Denne udstilling tiltrak da sandsynligvis også besøgende, der normalt ikke kommer på kunstmuseum. Det var første gang i verden at Formel 1 racerbiler blev udstillet på et kunstmuseum.

Udstillingen var iscenesat af installationskunstneren Ingvar Cronhammar. Netop det, at det var en installationskunstner, der skabte udstillingen, gjorde, at man med rette kunne kalde selve udstillingen for kunst, idet man kunne betragte hele udstillingen som et kunstværk. Udstillingen bestod af 20 racerbiler, readymades, sat ind i to mørke udstillingslokaler med sorte vægge og lofter, gulvet var et blankt skridsikkert industrigulv af metal, hvilket podierne, hvorpå racerbiler stod, også var lavet af. På de sorte vægge er der videoprojektioner med racerløb, og væggene var desuden pyntet med næsten usynlige silhuetter af flere grandprix væddeløbsbaner. I udstillingslokalerne hørtes musik skabt af multikunstneren Martin Hall. Ingvar Cronhammar havde forsøgt at arbejde med vor fantasi. Han ville, som han selv sagde det: 
| „ | Hensætte os i selve motorens mørke, pulserende hjerte. | “ |

 Dette fremgik af Cronhammars store cirkulære loftsbelysninger, som skulle lede tanken hen på motorens stempelringe.
Museet havde med Thorkild Thyrrings mellemkomst formået at lave en anderledes udstilling, der skabte debat. Thorkild Thyrrings forbindelser til motorsportsverdenen havde gjort det muligt at samle 20 Formel 1- og Le Mans-racerbiler, hvoraf 15 kommer fra Tom Wheatcrofts The Donnington Grand Prix Collection i Derby i England. 

## Følgende racerbiler var på udstillingen
- Alfa Romeo Bimotore, 1936
- Auto Union D-Type, 1939
- Ferrari 500, 1952
- Jaguar D-Type, 1954
- Maserati 250F, 1955
- Vanwall Streamliner, 1957
- Lotus 18, 1961
- Porsche 804, 1962
- Lotus 25, 1963
- BRM P83, 1966
- Cosworth Ford 4WD, 1969
- McLaren M9A, 1969
- Ferrari 312B, 1970
- Tyrrell 006, 1973
- Lotus 72, 1973
- Panoz LMP Roadster S, 2000
- Audi R8, 2000
- Williams BMW FW23, 2001
- Ferrari F2002, 2002
- Jaguar R3, 2002